# Schefflera octandra
Schefflera octandra är en araliaväxtart som beskrevs av Henry Nicholas Ridley. Schefflera octandra ingår i släktet Schefflera och familjen araliaväxter. Inga underarter finns listade.